# SP-105
A SP-105 é uma rodovia transversal do estado de São Paulo, administrada pelo Departamento de Estradas de Rodagem do Estado de São Paulo (DER-SP).

## Denominações
Recebe as seguintes denominações em seu trajeto:
Nome:	Rubens Pupo Pimentel, Doutor, Rodovia
- De - até:	Serra Negra - SP-352 (Brumado)
- Legislação:	LEI 8.541 DE 29/12/93

## Descrição
Principais pontos de passagem: SP 360 (Serra Negra) - Brumado - SP 352

## Características

### Extensão
- Km Inicial: 0,000
- Km Final: 12,400

### Localidades atendidas
- Serra Negra
- Amparo